# Relativní sluch
Relativní sluch označuje v hudbě schopnost rozeznat vzájemné vztahy tónů, resp. intervaly, a zapamatovat si melodii. Tato schopnost je v různé rozvinutosti patrná téměř u každého a dá se cvičit. Lidé s relativním sluchem si dokážou zapamatovat i dlouhé melodické pasáže. Nicméně vždy si pamatují jen vzájemné vztahy tónů, které tvoří melodii. Absolutní výšku tónu si jsou schopni zapamatovat jen, dokud skladba zní, ale po krátké době ji zapomínají (na rozdíl od lidí s absolutním sluchem). Relativní sluch je zcela nutným předpokladem pro provozování hudby, pokud se nejedná o hudbu tvořenou počítačem automaticky.